# Arián Pucheta
Arián Benjamín Pucheta (n. El Colorado, Argentina; 8 de marzo de 1995) es un futbolista argentino. Juega de defensa y su equipo actual es Manta Fútbol Club de la Serie B de Ecuador.

## Trayectoria
Pucheta tuvo un período de su carrera juvenil con Boca Juniors, antes de unirse a San Martín. Ascendió al equipo de San Martín durante la temporada 2016-17, y apareció por primera vez como sustituto sin jugar algún minuto en la derrota por 6:1 ante Newell's Old Boys el 18 de diciembre de 2016. En marzo siguiente, Pucheta hizo su debut profesional contra el Huracán en el Estadio San Juan del Bicentenario. Otras tres apariciones ocurrieron en 2016-17. Rescindió su contrato a fines de 2019, luego de treinta y seis apariciones en total. En enero de 2020, Pucheta se unió al equipo de la Primera B Nacional Ferro Carril Oeste.
A fines de 2020 llegó a Central Norte de Salta que disputa el Torneo Federal A. En la temporada 2021 firmó con Orense Sporting Club de Machala en Ecuador, siendo esta su tercera experiencia internacional en Sudamérica, con el equipo orense disputará la LigaPro Serie A y Copa Ecuador. Al término de la Fase 1 del torneo cambió al Atlético Santo Domingo de la Serie B de Ecuador.

## Carrera internacional
Pucheta fue seleccionado para el Campeonato Sudamericano de Fútbol Sub-17 de 2011 por la selección sub-17, el entrenador fue Oscar Garré. Posteriormente ganó seis partidos internacionales y Argentina terminó en tercer lugar.

## Estadísticas

### Clubes
Actualizado al último partido disputado el 29 de octubre de 2024.
| Club                             | Temporada     | Div.          | Liga  | Liga  | Copas nacionales | Copas nacionales | Copa de la Liga | Copa de la Liga | Copas internacionales | Copas internacionales | Otros | Otros | Total | Total |
| Club                             | Temporada     | Div.          | Part. | Goles | Part.            | Goles            | Part.           | Goles           | Part.                 | Goles                 | Part. | Goles | Part. | Goles |
| -------------------------------- | ------------- | ------------- | ----- | ----- | ---------------- | ---------------- | --------------- | --------------- | --------------------- | --------------------- | ----- | ----- | ----- | ----- |
| San Martín (SJ) Argentina        | 2016-17       | 1.ª           | 4     | 0     | 0                | 0                | —               | —               | —                     | —                     | —     | —     | 4     | 0     |
| San Martín (SJ) Argentina        | 2017-18       | 1.ª           | 7     | 0     | 0                | 0                | —               | —               | —                     | —                     | —     | —     | 7     | 0     |
| San Martín (SJ) Argentina        | 2018-19       | 1.ª           | 17    | 0     | 1                | 0                | 2               | 0               | —                     | —                     | —     | —     | 20    | 0     |
| San Martín (SJ) Argentina        | 2019-20       | 2.ª           | 4     | 0     | 1                | 0                | —               | —               | —                     | —                     | —     | —     | 5     | 0     |
| San Martín (SJ) Argentina        | Total club    | Total club    | 32    | 0     | 2                | 0                | 2               | 0               | 0                     | 0                     | 0     | 0     | 36    | 0     |
| Ferro Carril Oeste Argentina     | 2019-20       | 2.ª           | 0     | 0     | 0                | 0                | —               | —               | —                     | —                     | —     | —     | 0     | 0     |
| Ferro Carril Oeste Argentina     | Total club    | Total club    | 0     | 0     | 0                | 0                | 0               | 0               | 0                     | 0                     | 0     | 0     | 0     | 0     |
| Central Norte Argentina          | 2019-20       | 3.ª           | 5     | 0     | 0                | 0                | —               | —               | —                     | —                     | —     | —     | 5     | 0     |
| Central Norte Argentina          | Total club    | Total club    | 5     | 0     | 0                | 0                | 0               | 0               | 0                     | 0                     | 0     | 0     | 5     | 0     |
| Orense · Ecuador                 | 2021          | 1.ª           | 9     | 0     | 0                | 0                | —               | —               | —                     | —                     | —     | —     | 9     | 0     |
| Orense · Ecuador                 | Total club    | Total club    | 9     | 0     | 0                | 0                | 0               | 0               | 0                     | 0                     | 0     | 0     | 9     | 0     |
| Atlético Santo Domingo · Ecuador | 2021          | 2.ª           | 10    | 1     | 0                | 0                | —               | —               | —                     | —                     | —     | —     | 10    | 1     |
| Atlético Santo Domingo · Ecuador | Total club    | Total club    | 10    | 1     | 0                | 0                | 0               | 0               | 0                     | 0                     | 0     | 0     | 10    | 1     |
| Atlético Güemes Argentina        | 2022          | 2.ª           | 9     | 0     | 0                | 0                | —               | —               | —                     | —                     | —     | —     | 9     | 0     |
| Atlético Güemes Argentina        | Total club    | Total club    | 9     | 0     | 0                | 0                | 0               | 0               | 0                     | 0                     | 0     | 0     | 9     | 0     |
| Cumbayá F. C. · Ecuador          | 2023          | 1.ª           | 23    | 0     | 0                | 0                | —               | —               | —                     | —                     | —     | —     | 23    | 0     |
| Cumbayá F. C. · Ecuador          | Total club    | Total club    | 23    | 0     | 0                | 0                | 0               | 0               | 0                     | 0                     | 0     | 0     | 23    | 0     |
| Manta F. C. · Ecuador            | 2024          | 2.ª           | 25    | 0     | 0                | 0                | —               | —               | —                     | —                     | —     | —     | 25    | 0     |
| Manta F. C. · Ecuador            | Total club    | Total club    | 25    | 0     | 0                | 0                | 0               | 0               | 0                     | 0                     | 0     | 0     | 25    | 0     |
| Total carrera                    | Total carrera | Total carrera | 113   | 1     | 2                | 0                | 2               | 0               | 0                     | 0                     | 0     | 0     | 117   | 1     |
| 1. 2.                            |               |               |       |       |                  |                  |                 |                 |                       |                       |       |       |       |       |